# Tyrannochthonius norfolkensis
Espèce
Synonymes
- Paraliochthonius norfolkensis Beier, 1976

Tyrannochthonius norfolkensis est une espèce de pseudoscorpions de la famille des Chthoniidae.

## Distribution
Cette espèce se rencontre en Australie sur l'île Norfolk et en Nouvelle-Zélande.

## Description
Le mâle holotype mesure 1,2 mm et les femelles de 1,3 à 1,55 mm.

## Publication originale
- Beier, 1976 : The pseudoscorpions of New Zealand, Norfolk, and Lord Howe. New Zealand Journal of Zoology, vol. 3, no 3, p. 199-246 (texte intégral).